# Landsker

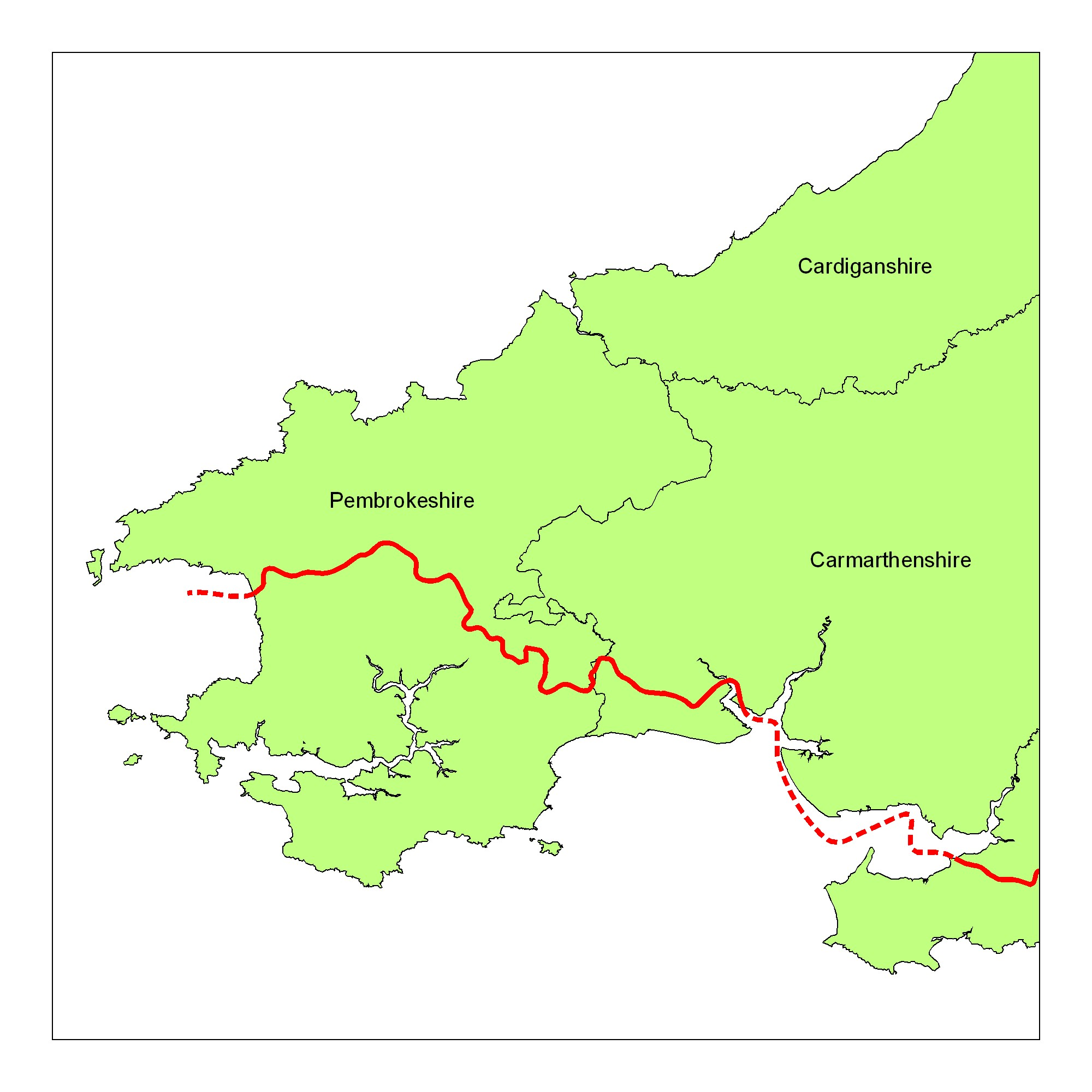
Le tracé du Landsker au début du XXe siècle.

Le Landsker ou Landsker Line (en anglais), Ffin ieithyddol Sir Benfro en gallois, est une frontière linguistique au pays de Galles. Il traverse le Pembrokeshire et une petite partie du Carmarthenshire d'ouest en est, de la baie de St Brides (en) à l'estuaire de la Taf, en séparant une région majoritairement galloisante au nord d'une région majoritairement anglophone au sud. Cette dernière est surnommée Little England beyond Wales (en), « la petite Angleterre au-delà du pays de Galles ».